# 遠距成像放大器
遠距成像放大器是利用凹面鏡成像原理，讓目標物體透過光學鏡面的反射，使“手機畫面”落在操作者前方鏡中的較遠位置，並且放大數倍，主要的用途在於延長用眼的距離，用以降低因為長時間近距離看手機對眼睛造成的傷害，尤其是近距離用眼誘發近視度數的增加。也可以作為老花眼者或遠視者閱讀手機內容的輔助工具。